# پاپ آدریان چهارم

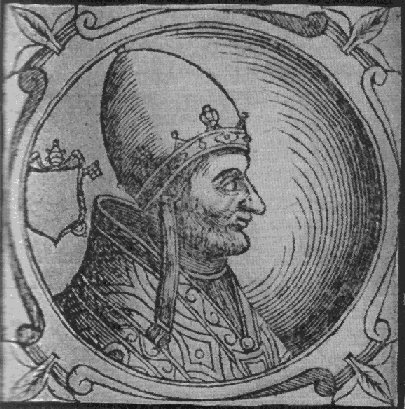

پاپ آدریان چهارم (به انگلیسی: Adrian IV) یکی از پاپ‌های کلیسای کاتولیک رم بود که در انگلستان به دنیا آمد و از ۱۱۵۴ تا ۱۱۵۹ میلادی پاپ بود.اسم واقعی او نیکلاس بِرکسپیر بود. او تنها پاپ انگلیسی بود که بر حکومت قدرتمند واتیکان فرمان می راند.او به طریقی هولناک جان داد. می گویند یک کلاغ در گلویش فرو رفت و او را خفه کرد.